# Lonchocarpus yoroensis
Lonchocarpus yoroensis é uma espécie vegetal da família Fabaceae.
Pode ser encontrada nos seguintes países: Honduras, México e Nicarágua.